# Bahnstrecke Tábor–Bechyně
| Kursbuchstrecke (SŽ): | 202                  |                                                |                                                |
| Streckenlänge: | 24,091 km            |                                                |                                                |
| Spurweite: | 1435 mm (Normalspur) |                                                |                                                |
| Streckenklasse: | B1                   |                                                |                                                |
| Stromsystem: | 1,5 kV =             |                                                |                                                |
| Maximale Neigung: | 41 ‰                 |                                                |                                                |
| Minimaler Radius: | 125 m                |                                                |                                                |
| Streckengeschwindigkeit: | 60 km/h              |                                                |                                                |
| |                      |                                                |                                                |
| \| \| 0,000 \| Tábor früher Tabor \| Tábor früher Tabor \| \| \| \| Verbindungsgleis im Bahnhof Tábor \| \| \| \| 1,00 \| Lužnice (174 m) \| Lužnice (174 m) \| \| \| 4,302 \| Horky u Tábora früher Bergstadtl b. Tabor \| Horky u Tábora früher Bergstadtl b. Tabor \| \| \| 5,885 \| Slapy früher Slap \| Slapy früher Slap \| \| \| 6,695 \| Libějice früher Libějitz b. Tabor \| Libějice früher Libějitz b. Tabor \| \| \| 10,405 \| Malšice früher Malschitz \| Malšice früher Malschitz \| \| \| 11,657 \| Čenkov u Malšic früher Čenkow \| Čenkov u Malšic früher Čenkow \| \| \| 13,466 \| Třebelice früher Třebelitz \| Třebelice früher Třebelitz \| \| \| 14,626 \| Všechlapy früher Wschechlap-Dedow \| Všechlapy früher Wschechlap-Dedow \| \| \| 16,620 \| Bechyňska Smolec früher Smoleč \| Bechyňska Smolec früher Smoleč \| \| \| 17,530 \| odb. Dubina \| odb. Dubina \| \| \| \| Anschlussbahn Militärflughafen Bechyně \| \| \| \| 18,612 \| Sudoměřice u Bechyně früher Sudoměřitz-Černitz \| Sudoměřice u Bechyně früher Sudoměřitz-Černitz \| \| \| 21,015 \| Bežerovice früher Bežerowitz \| Bežerovice früher Bežerowitz \| \| \| \| (Neutrassierung 1929) \| \| \| \| 23,267 \| Bechyně zastávka \| Bechyně zastávka \| \| \| \| \| \| \| \| 23,590 \| Bechyně früher Bechin (bis 1929) \| Bechyně früher Bechin (bis 1929) \| \| \| 23,50 \| Lužnice (Bechyňský most; 203 m) \| Lužnice (Bechyňský most; 203 m) \| \| \| \| Anschlussbahn Laufen \| \| \| \| 24,091 \| Bechyně (seit 1929) \| Bechyně (seit 1929) \| \| \| \| \| \| \| Frühere Namen Stand 1913. [1][2][3] \| \| \| \| |                      |                                                |                                                |
| Kopfbahnhof Streckenanfang | 0,000                | Tábor früher Tabor                             | Tábor früher Tabor                             |
| Abzweig geradeaus und von links |                      | Verbindungsgleis im Bahnhof Tábor              | Verbindungsgleis im Bahnhof Tábor              |
| Brücke über Wasserlauf | 1,00                 | Lužnice (174 m)                                | Lužnice (174 m)                                |
| Haltepunkt / Haltestelle | 4,302                | Horky u Tábora früher Bergstadtl b. Tabor      | Horky u Tábora früher Bergstadtl b. Tabor      |
| Bahnhof | 5,885                | Slapy früher Slap                              | Slapy früher Slap                              |
| Haltepunkt / Haltestelle | 6,695                | Libějice früher Libějitz b. Tabor              | Libějice früher Libějitz b. Tabor              |
| Bahnhof | 10,405               | Malšice früher Malschitz                       | Malšice früher Malschitz                       |
| Haltepunkt / Haltestelle | 11,657               | Čenkov u Malšic früher Čenkow                  | Čenkov u Malšic früher Čenkow                  |
| Haltepunkt / Haltestelle | 13,466               | Třebelice früher Třebelitz                     | Třebelice früher Třebelitz                     |
| Haltepunkt / Haltestelle | 14,626               | Všechlapy früher Wschechlap-Dedow              | Všechlapy früher Wschechlap-Dedow              |
| Haltepunkt / Haltestelle | 16,620               | Bechyňska Smolec früher Smoleč                 | Bechyňska Smolec früher Smoleč                 |
| Blockstelle | 17,530               | odb. Dubina                                    | odb. Dubina                                    |
| Abzweig geradeaus und nach links |                      | Anschlussbahn Militärflughafen Bechyně         | Anschlussbahn Militärflughafen Bechyně         |
| Bahnhof | 18,612               | Sudoměřice u Bechyně früher Sudoměřitz-Černitz | Sudoměřice u Bechyně früher Sudoměřitz-Černitz |
| Haltepunkt / Haltestelle | 21,015               | Bežerovice früher Bežerowitz                   | Bežerovice früher Bežerowitz                   |
| Strecke von links · Abzweig ehemals geradeaus und nach rechts |                      | (Neutrassierung 1929)                          | (Neutrassierung 1929)                          |
| Haltepunkt / Haltestelle · Strecke (außer Betrieb) | 23,267               | Bechyně zastávka                               | Bechyně zastávka                               |
| Abzweig geradeaus und ehemals von links · Abzweig geradeaus und von rechts (Strecke außer Betrieb) |                      |                                                |                                                |
| Strecke · Kopfbahnhof Streckenende (Strecke außer Betrieb) | 23,590               | Bechyně früher Bechin (bis 1929)               | Bechyně früher Bechin (bis 1929)               |
| Brücke über Wasserlauf | 23,50                | Lužnice (Bechyňský most; 203 m)                | Lužnice (Bechyňský most; 203 m)                |
| Abzweig geradeaus und von rechts |                      | Anschlussbahn Laufen                           | Anschlussbahn Laufen                           |
| Kopfbahnhof Streckenende | 24,091               | Bechyně (seit 1929)                            | Bechyně (seit 1929)                            |
| |                      |                                                |                                                |
| Frühere Namen Stand 1913. |                      |                                                |                                                |

Die Bahnstrecke Tábor–Bechyně ist eine elektrifizierte, regionale Eisenbahnverbindung in Tschechien, die ursprünglich als landesgarantierte Lokalbahn Tábor–Bechin (tschech.: Místní dráha Tábor–Bechyně; kurz: MDTB) erbaut und betrieben wurde. Sie zweigt in Tábor von der Bahnstrecke České Velenice–Praha ab und führt in Mittelböhmen nach Bechyně (Bechin).
Zur Zeit ihres Baues war sie die erste elektrisch betriebene Vollbahn Österreich-Ungarns. Heute ist sie die letzte noch mit 1,5 kV Gleichspannung betriebene Eisenbahnstrecke Tschechiens. Früher waren noch der Eisenbahnknoten Prag (bis 1960) und die Strecke Rybník–Lipno nad Vltavou (bis 2005) mit diesem Stromsystem elektrifiziert.
Nach einem Erlass der tschechischen Regierung ist die Strecke seit dem 20. Dezember 1995 als regionale Bahn („regionální dráha“) klassifiziert.

## Geschichte
Die Geschichte der Bahn ist eng verbunden mit dem Namen František Křižík, der die elektrische Antriebsanlage der Strecke und elektrische Ausrüstung der Fahrzeuge konstruierte, und dessen Firma auch die Fertigung der elektrischen Ausrüstungen übernahm. Die Erfahrungen für den Bau der Strecke sammelte die Firma Křižik beim Bau der Straßenbahnanlagen in Prag und Pilsen. Unmittelbar dem Bau vorausgegangen war der Bau der elektrischen Lokalbahn Prag–Dobříš, welche amtlich genehmigt wurde von der Direktion der Staatlichen Eisenbahn am 16. November 1897. Auf Grundlage deren erfolgreicher Prüfung vergab das Ministerium für Verkehr am 4. September 1901 die Baugenehmigung für die
| Aktienart       | Stück | Kronen |
| --------------- | ----- | ------ |
| Stammaktie      | 3.475 | 200    |
| Prioritätsaktie | 667   | 200    |

Am 19. April 1902 erhielten „Ignaz Daniel, Bürgermeister in Bechin, im Vereine mit Franz Hanuš, herrschaftlichem Oberverwalter in Bechin, Johann Černý, Bezirkssecretär in Bechin die erbetene Concession zum Baue und Betriebe einer als normalspurige Localbahn mit elektrischem Betriebe auszuführenden Eisenbahn von der Station Tabor der Linie Gmünd–Prag der k.k. Staatsbahnen nach Bechin“ erteilt. Das Aktienkapital der Gesellschaft betrug insgesamt 828.400 Kronen.
Der Bau der Strecke begann im April 1902, nach 14 Monaten war sie einschließlich des 174 m langem, 20 m hohen Eisenbahnviaduktes über die Lužnice (Lainsitz) bei Tábor fertiggestellt. Am 21. Juni 1903 wurde die Strecke eröffnet. Den Betrieb führten die k.k. Staatsbahnen (kkStB) für Rechnung der Eigentümer.
Im Jahr 1912 wies der Fahrplan vier Personenzugpaare 2. und 3. Klasse aus. Sonn- und feiertags verkehrte ein weiteres. Sie benötigten etwas über eine Stunde von Tabor nach Bechin.
Nach dem Ersten Weltkrieg übernahmen die neu gegründeten Tschechoslowakischen Staatsbahnen (ČSD) die Betriebsführung.
Am 1. Januar 1925 wurde die Lokalbahn Tábor–Bechin per Gesetz verstaatlicht und die Strecke wurde ins Netz der ČSD integriert.

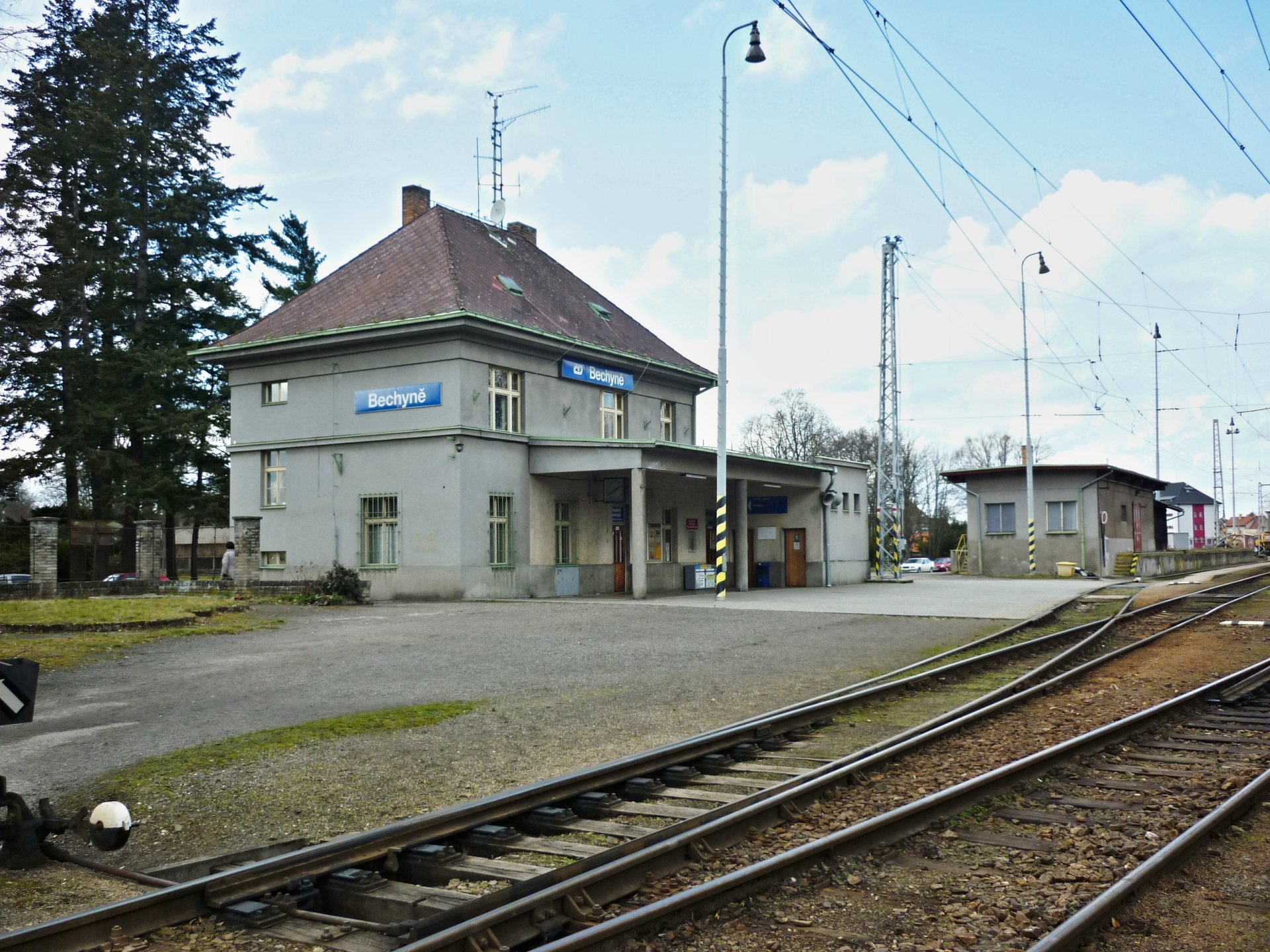
Bahnhof Bechyně von 1928 (2006)

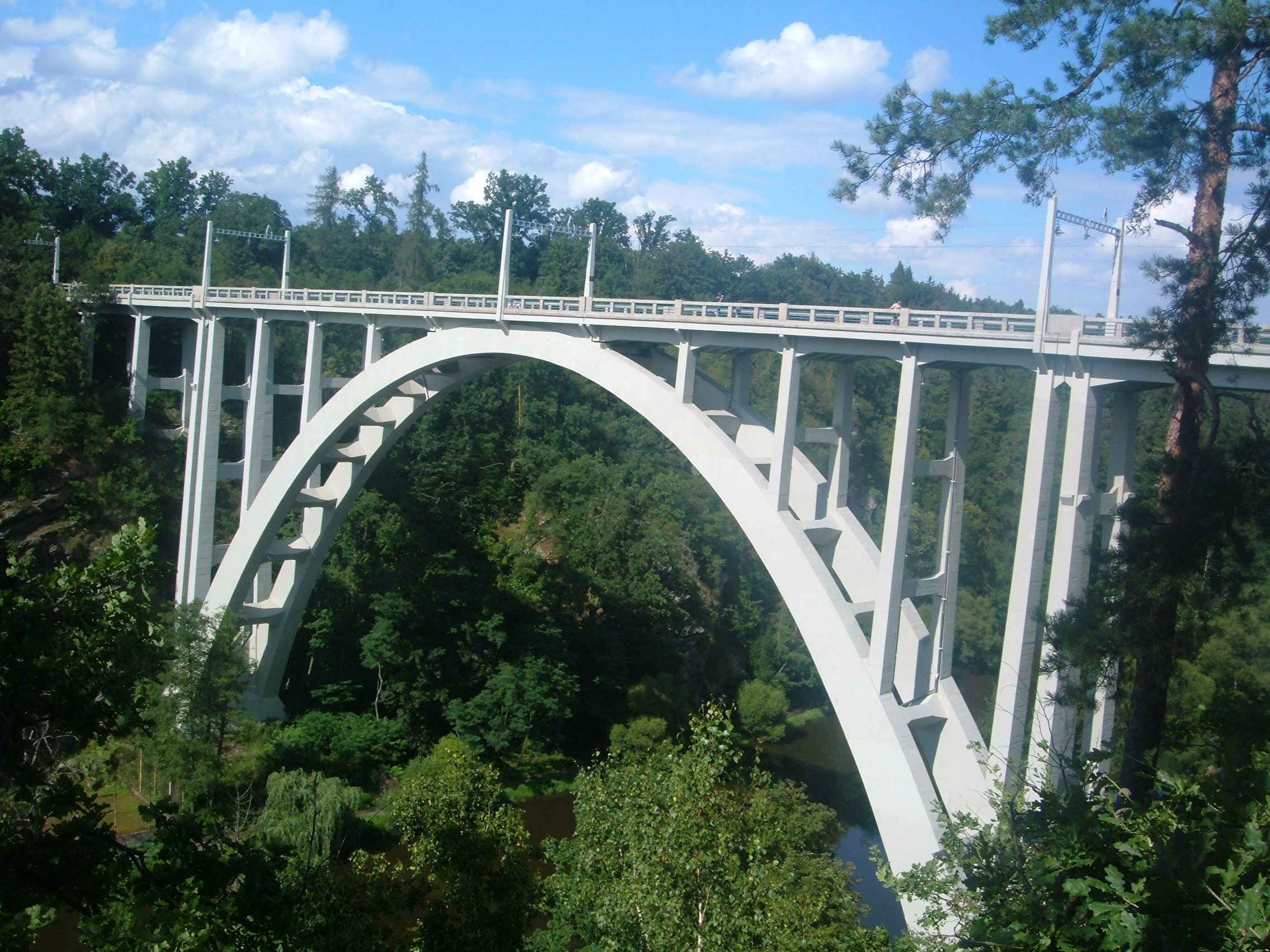
Brücke von Bechyně

Ende der 1920er Jahre wurde die Strecke bis in das Zentrum von Bechyně verlängert. Über das Tal der Lužnice wurde eine kombinierte Eisenbahn- / Straßenbrücke gebaut, als die Bechyněr Regenbogen bekannt geworden ist. Für Kraftfahrzeuge ist sie in Richtung Bechyně ein langer Wegübergang. Am 15. Mai 1929 wurde die Streckenerweiterung eröffnet. Der alte, abseits liegende Bahnhof Bechyně diente noch einige Jahrzehnte als Anschlussbahn für ein Sägewerk.
Ab den 1930er Jahren wurde der Fahrplan sukzessive verdichtet. Der Winterfahrplan von 1937 verzeichnete sechs tägliche Personenzugpaare.
In den Jahren 1937 und 1938 bauten die ČSD die Fahrleitungsanlage auf die Regelbauform um. Sie ging am 21. Oktober 1938 mit nun 1500 Volt Gleichspannung in Betrieb. Im Jahr 1941 verkehrten täglich acht Personen- und zwei Güterzugpaare.
Ab 1953 wurde der Militärflughafen Bechyně östlich von Bechyně aufgebaut. Er wurde mit einer über zwei Kilometer langen Anschlussbahn erschlossen, die bei Sudoměřice auf freier Strecke abzweigt. In jener Zeit wurde erstmals eine elektrische Lokomotive auf der Strecke stationiert, die vom Prager Knoten kam. Aufgrund des starken Güterverkehrs zur Baustelle wurde der Reiseverkehr eine Zeitlang mit Autobussen im Schienenersatzverkehr abgewickelt.
Im Winterfahrplan 1975/76 waren acht täglich verkehrende Personenzugpaare verzeichnet. Die kürzeste Fahrzeit lag bei 65 Minuten.
Um 1990 wurde der Oberbau erneuert und die Streckengeschwindigkeit auf 50 km/h angehoben. Die Fahrzeit der Personenzüge sank auf etwa 50 Minuten für die Gesamtstrecke.
Am 1. Januar 1993 ging die Strecke im Zuge der Dismembration der Tschechoslowakei an die neu gegründeten České dráhy (ČD) über. Seit 2003 gehört sie zum Netz des staatlichen Infrastrukturbetreibers Správa železniční dopravní cesty (SŽDC). In jener Zeit stellte auch der Militärflughafen in Bechyně seinen Betrieb ein, was zu einer signifikanten Verringerung der Verkehrsleistung im Güterverkehr führte.

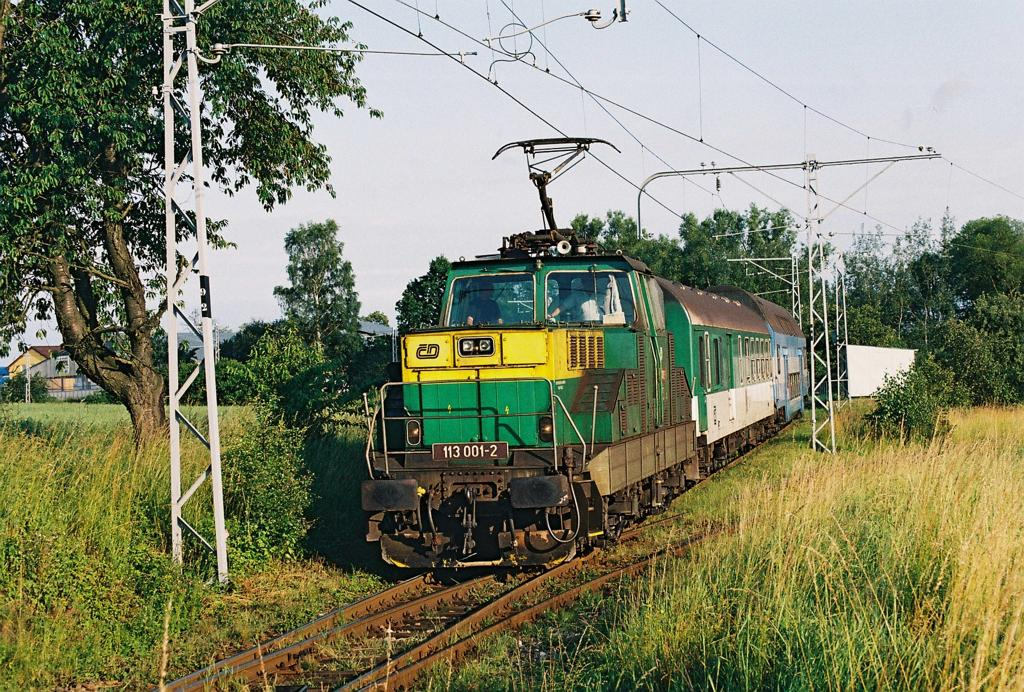
Reisezug bei Bechyně zastávka. Von rechts führt das Anschlussgleis vom alten Bahnhof Bechyně heran. (2004)

Im Jahr 2016 beschloss das tschechische Verkehrsministerium, dass die Strecke wegen ihrer technischen Besonderheiten von der landesweiten Umstellung auf eine Fahrleitungsspannung auf 25 kV ausgenommen bleiben soll. SŽDC plant hingegen für die Jahre 2023 bis 2024 die vollständige Erneuerung der verschlissenen, über 80 Jahre alten Fahrleitungsanlage, einschließlich der Energieversorgung. Wegen der hohen Kosten für die Beibehaltung des Inselbetriebes geht SŽDC von einer Umstellung auf 25 kV aus. Die Energieversorgung wäre dann über ein bereits vorhandenes Unterwerk in Tábor möglich.
Am 30. Jänner 2020 genehmigte die Bezirksversammlung des Jihočeský kraj die Umstellung der Fahrleitungsspannung auf 25 kV. Begründet ist diese Entscheidung vor allem mit den hohen zusätzlichen Kosten für neue Fahrzeuge, die der zuständige ÖPNV-Aufgabenträger Jihočeský kraj anteilig tragen müsste. Gerechnet wird derzeit mit einem Kostenrahmen von 300 Millionen Kronen. Ungeklärt ist derzeit noch, wie der touristische Betrieb mit den historischen Fahrzeugen fortgeführt werden kann. Prinzipiell wird davon ausgegangen, dass der bislang eingesetzte elektrische Triebwagen aus der Frühzeit der Bahn im Rahmen einer planmäßigen Instandsetzung an die höhere Fahrleitungsspannung angepasst werden kann.

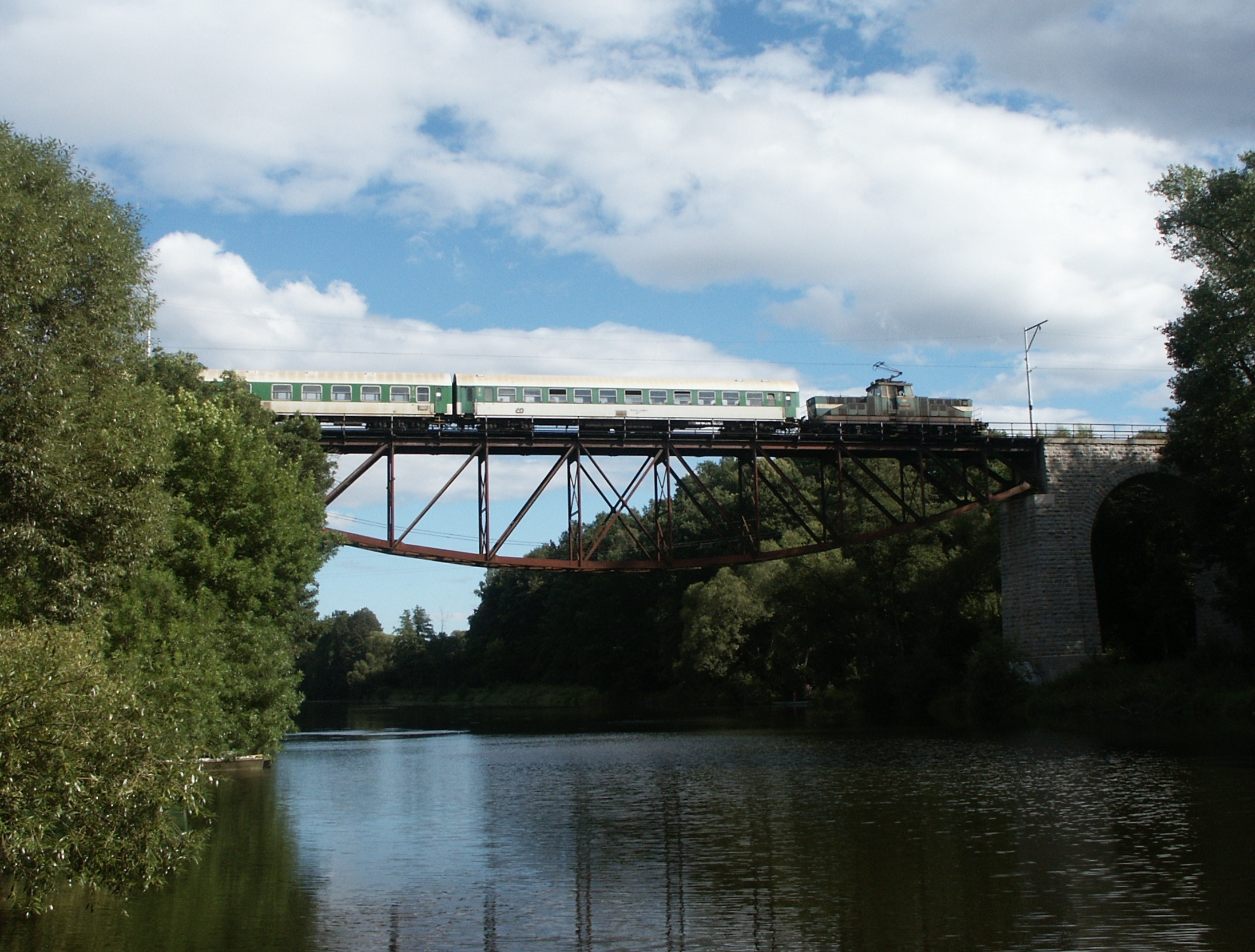
Brücke über die Lužnice in Tábor (2008)

Im Juni 2021 genehmigte das Verkehrsministerium in Prag die Pläne der Infrastrukturverwaltung zur Erneuerung der Fahrleitungsanlagen. Für insgesamt 417 Millionen Kronen sollt in den Jahren 2023 und 2024 die Fahrleitung samt Stützpunkten und die Energieversorgung neu gebaut werden. Entgegen den zwischenzeitlich kommunizierten Plänen sollte das bestehende Stromsystem mit 1500 Volt Gleichspannung beibehalten werden, um weiterhin historische Fahrzeuge ohne Umbau einsetzen zu können. Grundsätzlich wird die neue Fahrleitung jedoch nach den Normen für eine Speisung mit 25 kV Wechselspannung errichtet. Im Juni 2023 wurden die geplanten Arbeiten an der Strecke abgesagt.
Im Jänner 2025 erhielt die Firma Firesta-Fišer den Auftrag zur Erneuerung der denkmalgeschützten Brücke über die Lužnice mit einem Kostenrahmen von 269,3 Millionen Kronen. Vorgesehen ist der Einbau neuer Überbauten und die Sanierung der Pfeiler. Darüber hinaus wird die Stadt Tabor an der neuen Brücke einen Übergang für Fußgänger anbauen. Die Bauarbeiten sollen im Februar 2025 beginnen und bis Dezember 2025 dauern. Von Mitte Juli bis Ende November ist für den Austausch der Überbauten eine Vollsperrung der Strecke vorgesehen. Die neue Brücke erhält eine Fahrbahn mit Schotteroberbau, was die Lärmemissionen beim Befahren der Brücke deutlich vermindern wird. Insgesamt wird die staatliche Infrastrukturverwaltung 325 Millionen Kronen in die Erneuerung des Streckenabschnittes investieren.
Im Jahresfahrplan 2025 verkehren die Personenzüge ganzjährig werktags im Einstundentakt, der von Mai bis Oktober auch an den Wochenenden und Feiertagen realisiert ist. Ansonsten fahren die Züge an den Wochenenden aller zwei Stunden. Die Züge kreuzen jeweils zur halben Stunde zur üblichen Symmetrieminute in Malšice. In Tábor besteht jeweils ein direkter Anschluss an die Schnellzüge der Linie R17 Praha hl.n.–České Budějovice.

## Streckenbeschreibung

### Verlauf

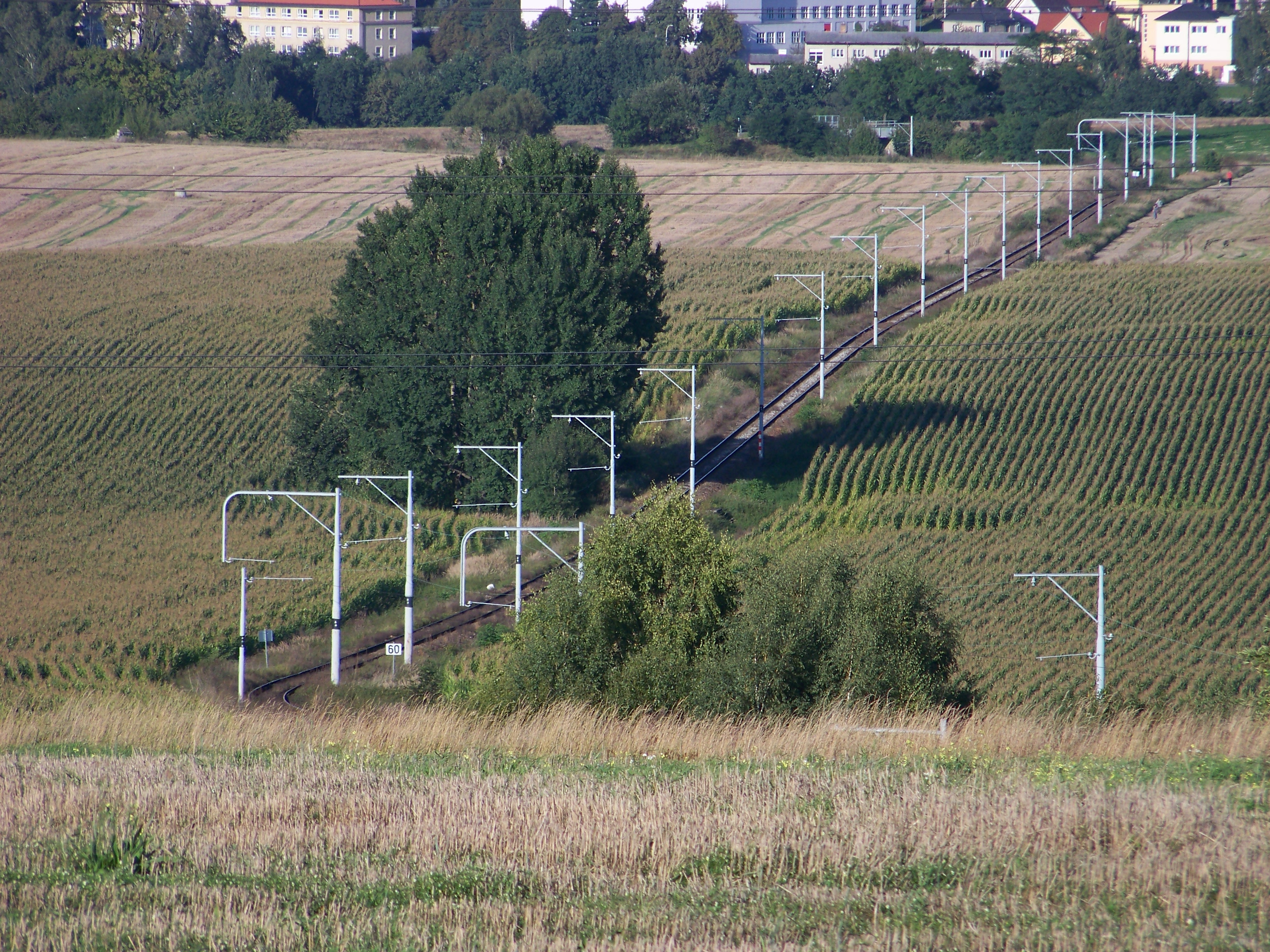
Strecke bei Horky u Tábora: Typisch sind kurz auf einanderfolgende Bögen und Neigungswechsel (2011)

Die Strecke verlässt den Bahnhof Tábor in westlicher Richtung in starkem Gefälle. Nach der Querung der Lužnice (Luschnitz) steigt die Strecke auf dem anderen Ufer ebenso stark an. Ab der Haltestelle Horky u Tábora verläuft die Strecke in südwestliche Richtung durch ein Hügelland mit ständigen Neigungswechseln. Bei Sudoměřice u Bechyně wendet sich die Strecke nach Westen. Im Stadtgebiet von Bechyně überquert die Strecke noch einmal das Tal der Luschnitz auf einer hohen Betonbogenbrücke, die heute ein Nationales Kulturdenkmal in Tschechien ist. Der Endbahnhof Bechyně befindet sich südwestlich der Altstadt.

### Energieversorgung
Die Bahn wurde in den ersten Betriebsjahren durch ein Elektrizitätswerk in Tábor versorgt, welches außer der Fahrleitung gleichfalls die Stadtbeleuchtung und verschiedene Gewerbebetriebe versorgte. Das Elektrizitätswerk stand am Ufer der Luschnitz und arbeitete mit Dampfkraft. Dabei wurden von drei Dampfmaschinen jeweils drei Generatoren angetrieben.
Die Energieversorgung bestand zur Eröffnung aus einem Dreileitersystem mit zwei parallelen Fahrdrähten. An einem der Fahrdrähte lagen +700 Volt an, am anderen −700 Volt gegen die geerdeten Fahrschienen. Die Spannung zwischen den beiden Fahrdrähten betrug damit 1400 Volt. Die Fahrdrähte hatten einen Abstand von 1,2 m bei einer Höhe von 5,5 m über Schienenoberkante. Die Fahrleitung wurde in zwei separaten Abschnitten eingespeist, die Trennstelle lag im Bahnhof Malšice.
Die zweipolige Fahrleitung wurde 1938 auf eine gewöhnliche, einpolige Fahrleitung umgebaut, die aus dem öffentlichen Netz über einen Quecksilberdampfgleichrichter mit 1,5 kV Gleichspannung gespeist wird. Dabei wurden für die Einzelstützpunkte statt der ursprünglichen Holzmasten neue, sich nach oben verjüngende Stahlrohrmasten gesetzt. Auf der Brücke in Bechyně wurde 1928 eine Sonderkonstruktion mit Betonmasten und genietetem festen Querträger aus Stahl gebaut. Der neue Bahnhof Bechyně erhielt dagegen Querseitragwerke an genieteten Gittermasten.

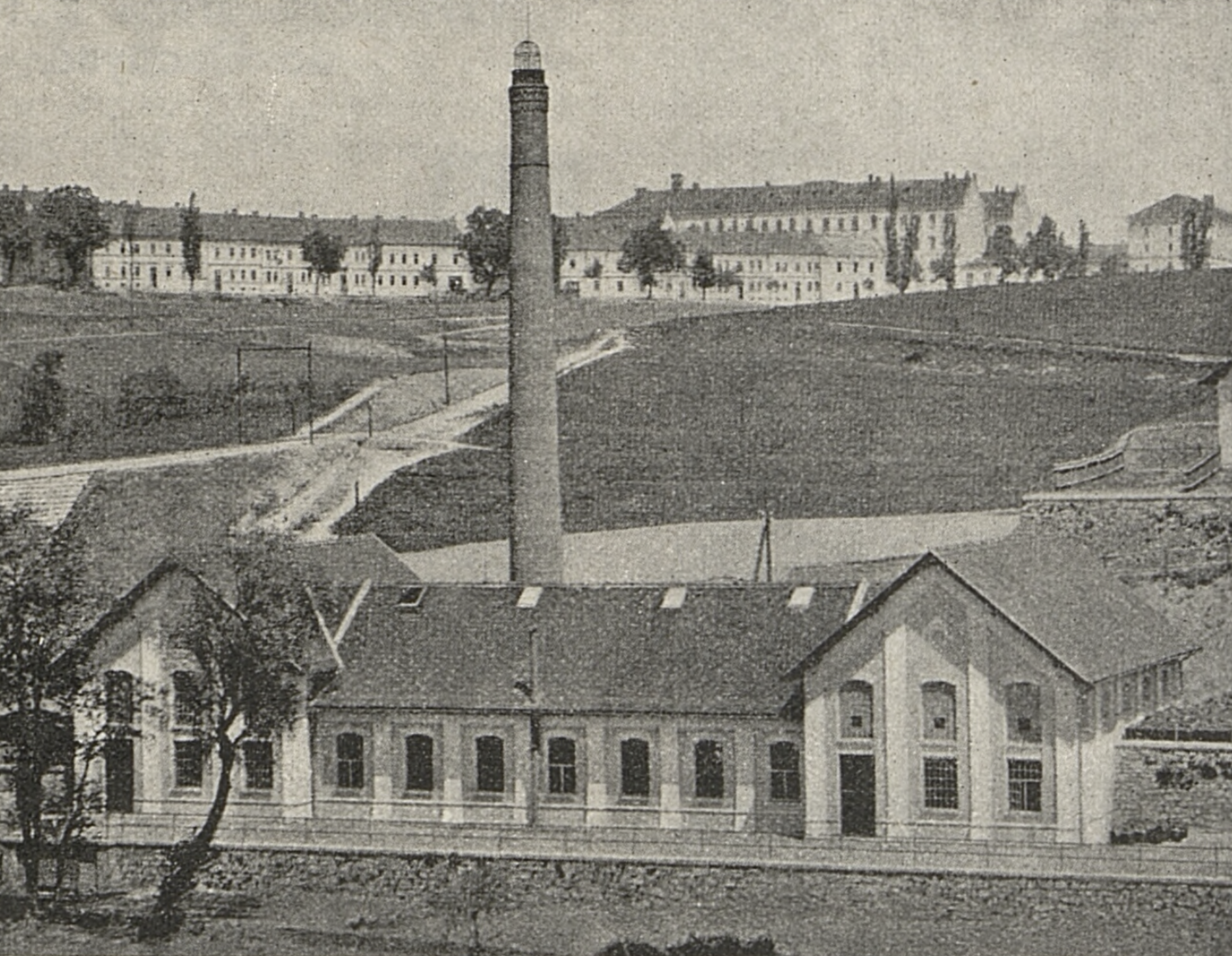
Kraftwerk in Tábor (1903)
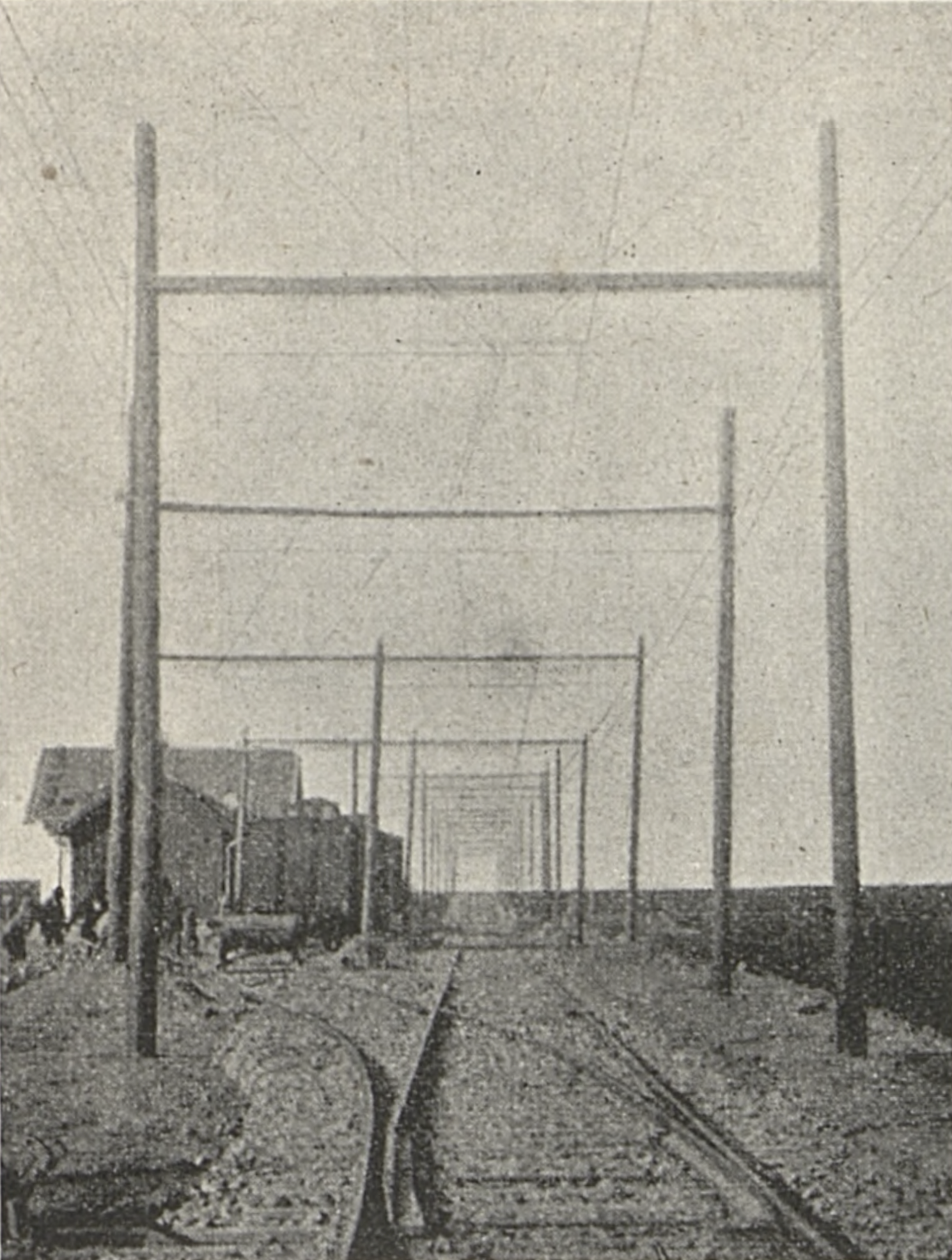
Portalmasten mit Doppelfahrleitung in Slapy (1903)
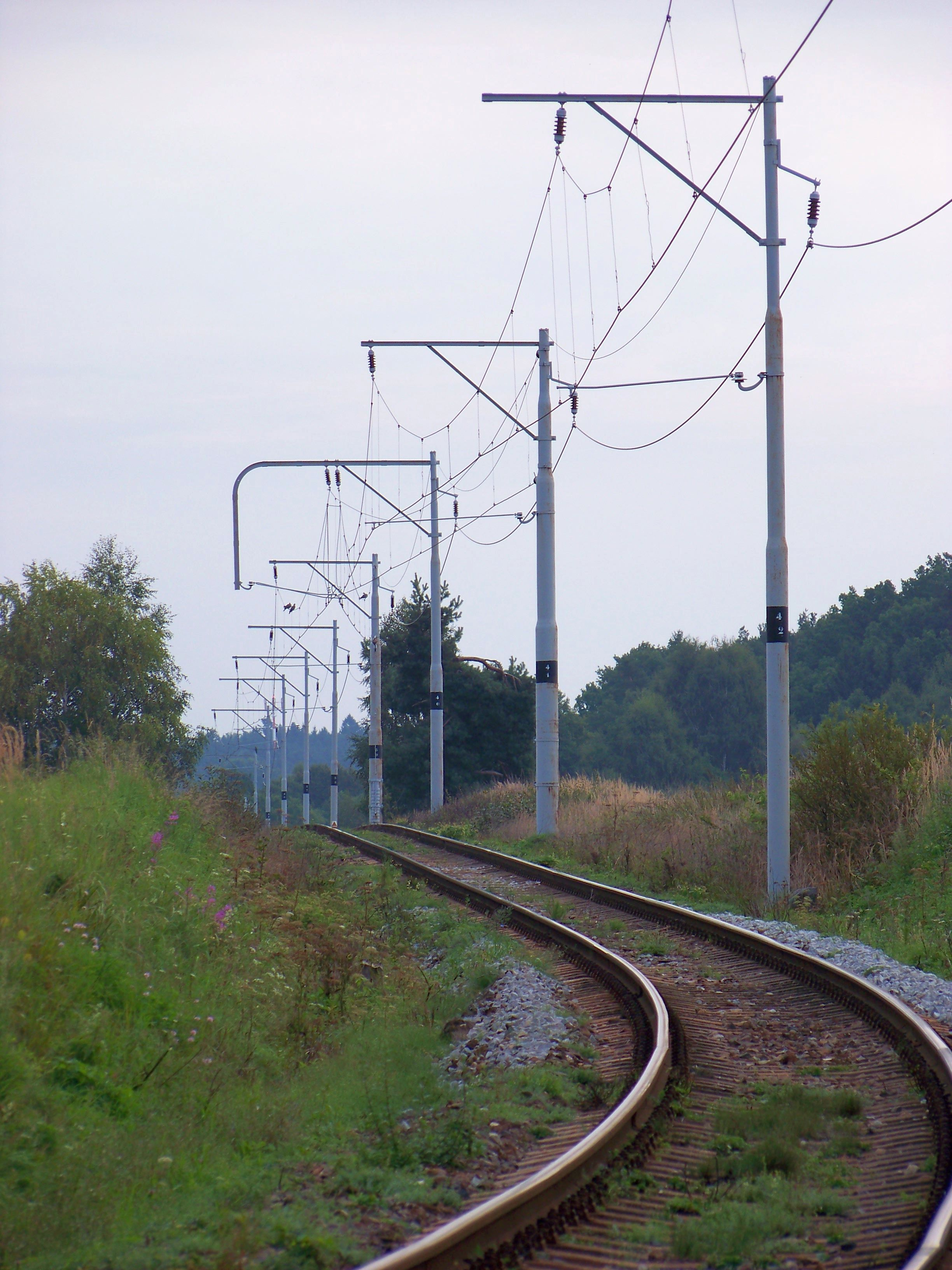
Fahrleitung mit Stahlrohrmasten von 1937/38 bei Bežerovice (2011)
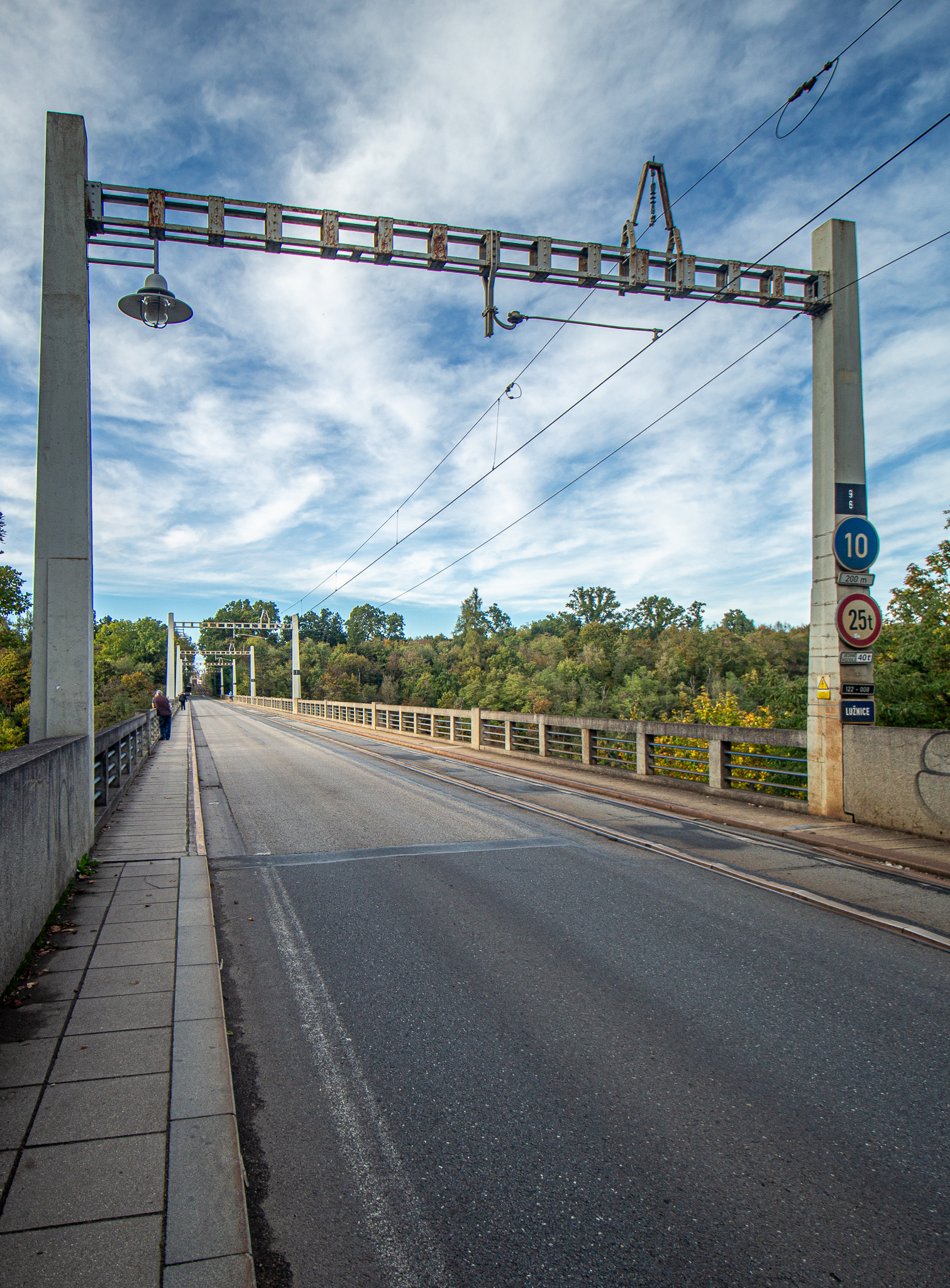
Portalmasten aus Beton auf der Brücke in Bechyně (2023)
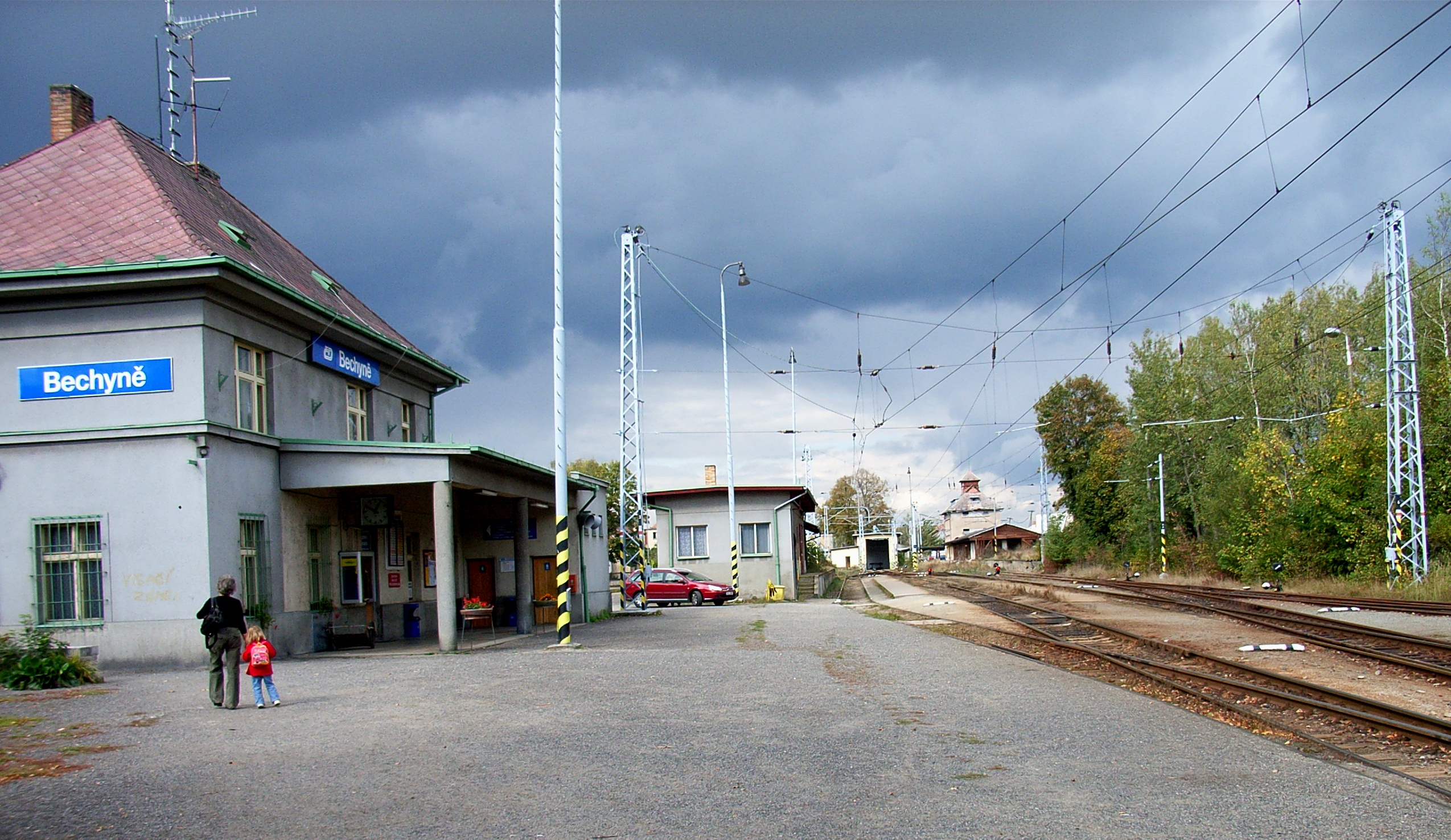
Querseiltragwerk mit Gittermasten von 1928 in Bechyně (2006)

## Fahrzeugeinsatz

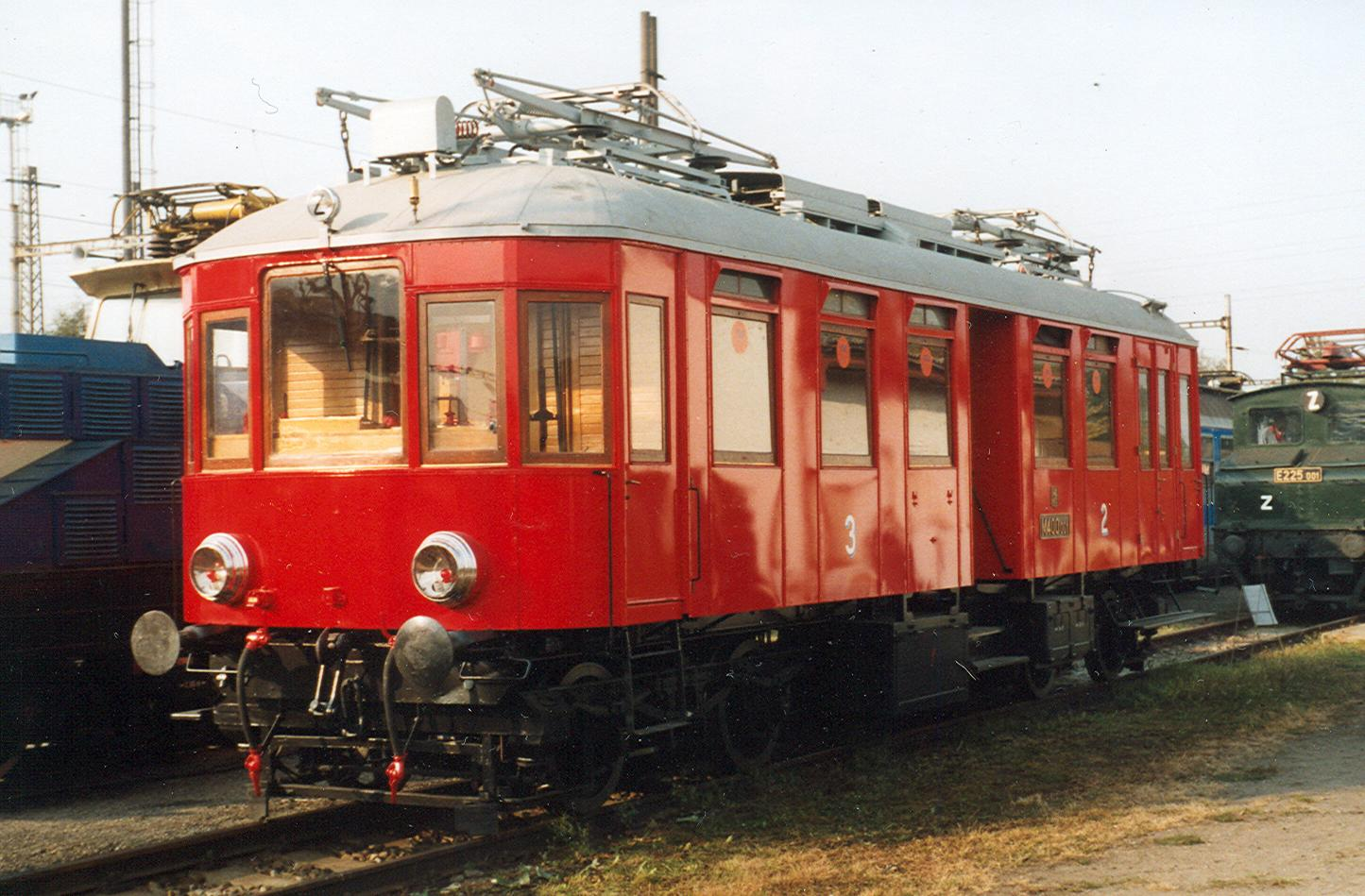
kkStB 40.001 (ČSD EM 400.0)

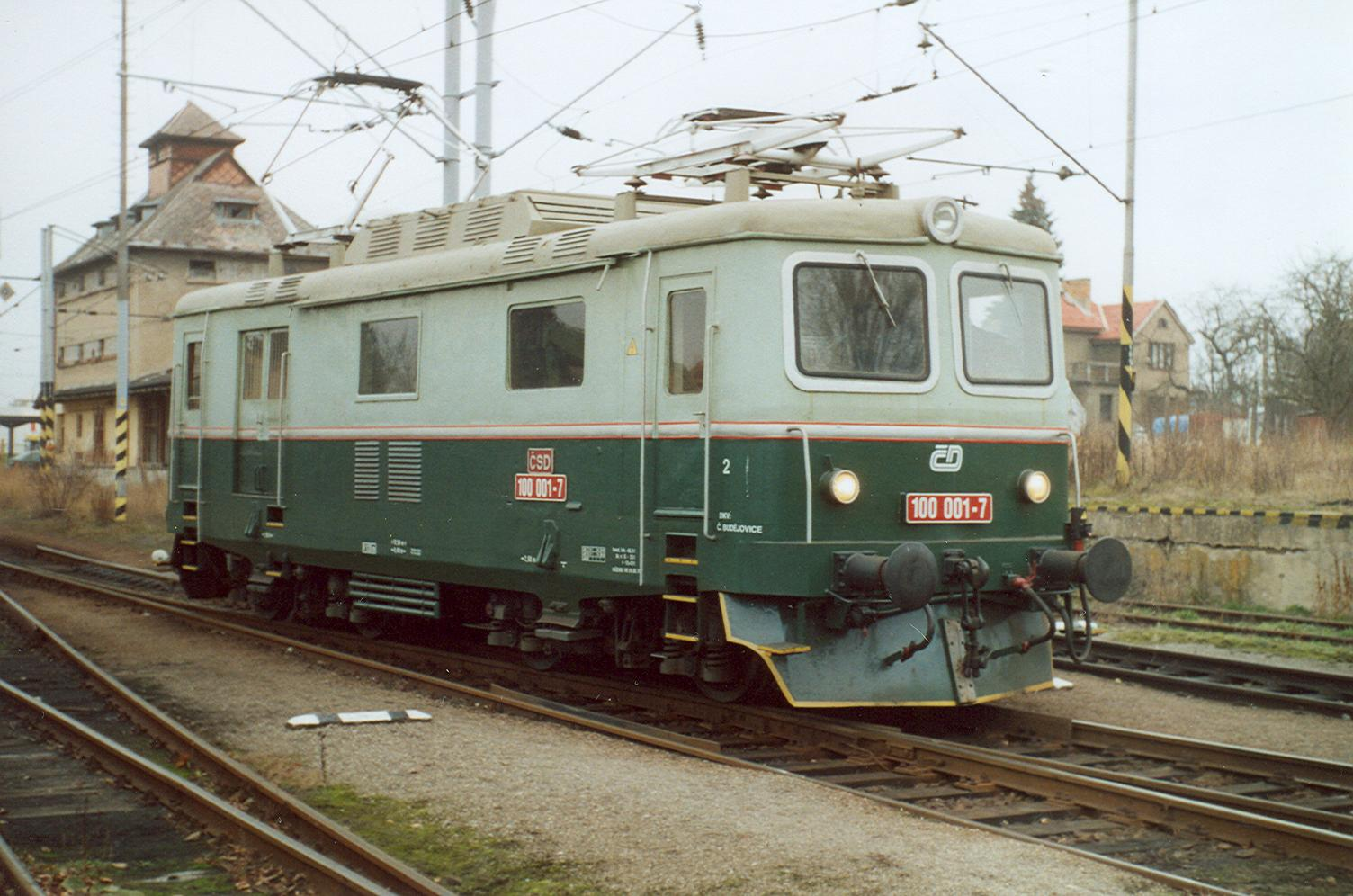
ČSD-Baureihe E 422.0 (ČD-Baureihe 100) (2006)

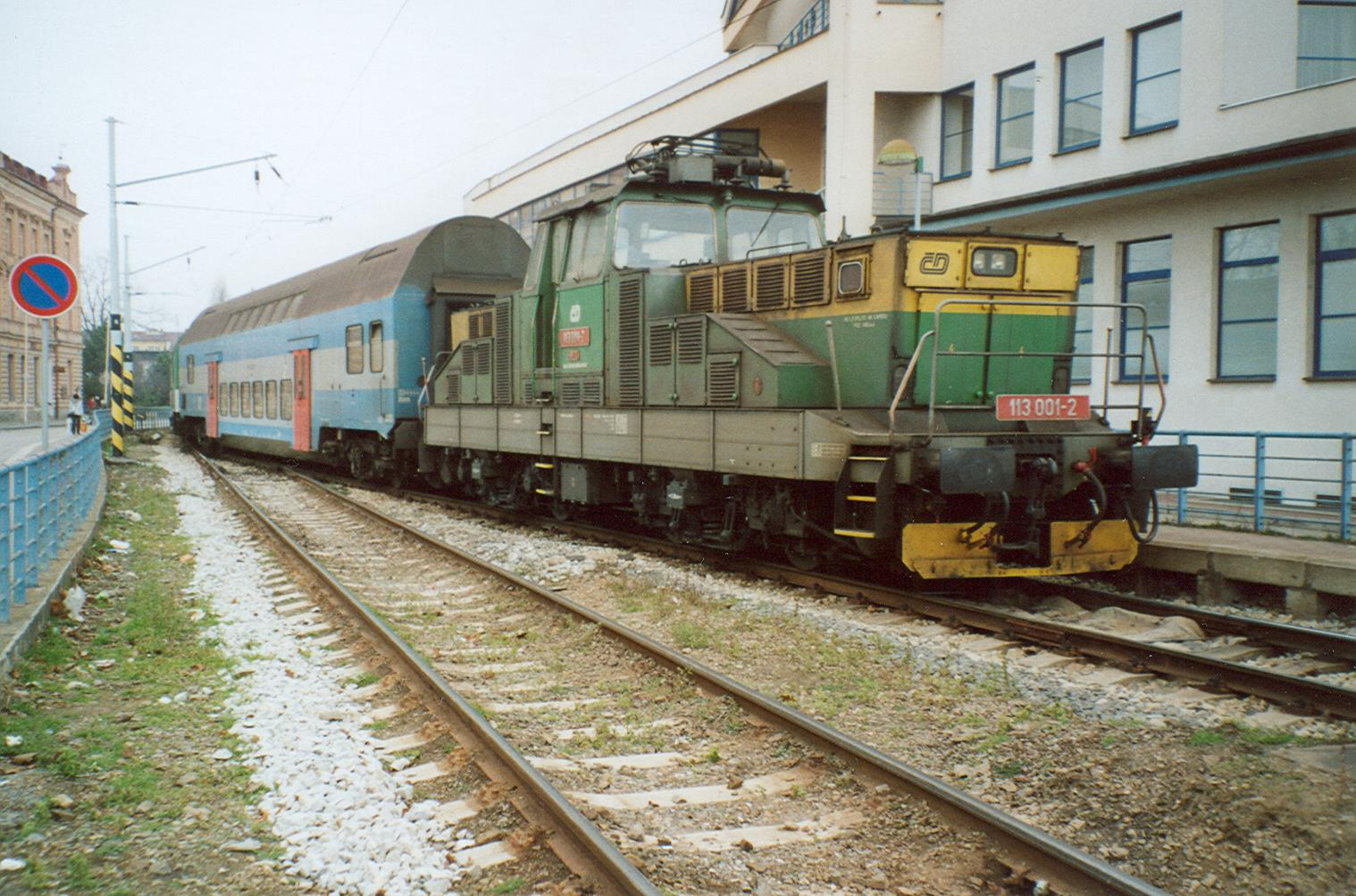
ČSD-Baureihe E 426.0 (ČD-Baureihe 113) mit Görlitzer Doppelstockwagen (2006)

Die Lokalbahn Tábor–Bechin hatte zur Betriebseröffnung im Jahr 1903 zwei Triebwagen, die von Ringhoffer in Prag mit einer elektrischen Ausrüstung von František Křižík gebaut worden waren. In den Jahren 1904 und 1906 folgten zwei weitere Fahrzeuge, die sich in den Details von den ersten unterschieden. Sie trugen zunächst die Betriebsnummern 1–4 der M.D.T.B. Die betriebsführende kkStB gab ihnen später die Nummern 40.001–40.004. Die Triebwagen bewältigten als Schlepptriebwagen den Gesamtverkehr. Die ČSD reihten die vier Fahrzeuge ab 1925 in die Reihe EM 400.0 ein.
Im Jahr 1939 wurde der Triebwagen EM 400.003 nach einem Brandschaden ausgemustert. Als Ersatz lieferte Škoda in Plzeň im Jahr 1941 einen neuen Triebwagen gleicher Konzeption als EM 410.001. Er wurde 1973 verschrottet.
Der Triebwagen EM 400.001 ist erhalten geblieben und ist heute Exponat des Technischen Nationalmuseums in Prag. Heute wird er gelegentlich bei Sonderfahrten auf der Strecke eingesetzt.
Schon vor dem Zweiten Weltkrieg kam bei Bedarf die Lokomotive E 423.001 vor Güterzügen zum Einsatz. Sie stammte vom elektrifizierten Netz in Prag. Aus der zeitweiligen Aushilfe wurde später ein Dauereinsatz, bevorzugt auf der Anschlussbahn zum Flughafen in Sudoměřice. Auch diese Lokomotive blieb betriebsfähig erhalten und gehört zum Bestand des Technischen Nationalmuseums.
Ab 1956 wurden neue Lokomotiven der Reihe ČSD-Baureihe E 422.0 (seit 1988: Baureihe 100) von Škoda beschafft, woraufhin zwei Triebwagen der Reihe EM 400.0 ausgemustert werden konnten. Sie liefen meist zusammen mit ehemaligen Eilzugwagen, die von der Deutschen Reichsbahn stammten und 1945 bei den ČSD verblieben waren. Die E 422.001 ist als Exponat des Technischen Nationalmuseums betriebsfähig erhalten.
Seit 1973 sind drei Lokomotiven der ČSD-Baureihe E 426.0 (seit 1988: Baureihe 113) in Tábor beheimatet, die seitdem die Hauptlast des Verkehrs tragen. In den Jahren 2011 bis 2013 verkehrten auf der Strecke überwiegend Dieseltriebwagen der ČD-Baureihe 814. Seit Dezember 2013 wird der Planverkehr allerdings wieder vollständig durch die Baureihe 113 abgewickelt. Die seit den 1970er Jahren eingesetzten Görlitzer Doppelstockwagen wurden zunächst durch Nahverkehrswagen des Typs Y und später durch Beiwagen des Typs BDtax ersetzt.
An zwei Tagen im Oktober 2020 gab es Probefahrten mit einem modernen elektrischen Triebzug der ČD-Baureihe 650, der aufgrund des inkompatiblen Stromsystems von einer Diesellokomotive bewegt wurde. Untersucht wurde die Eignung des Fahrzeugs für den Betrieb in den engen Gleisbögen mit weniger als 150 Metern Radius. Ziel der ČD war es, zukünftig zeitgemäßere Fahrzeuge auf der Strecke einzusetzen, sofern das vom zuständigen ÖPNV-Aufgabenträger Jihočeský kraj gewünscht wird.
Seit 2023 laufen in den Zügen Beiwagen des Typs Btn, nach dem der geplante Einsatz der ČD-Baureihe 650 aufgrund der Nichteignung für den Betrieb in den engen Gleisbögen der Strecke abgesagt werden musste. Voraussetzung für den Einsatz der Beiwagen Typ Btn ist eine funktionierende Spurkranzschmierung an den Lokomotiven. Zudem müssen die Übergangseinrichtungen für die Reisenden zwischen den Wagen abgesperrt sein.